# Baron van Tast
Baron van Tast, voluit Baron van Tast tot Zeveren geheten, is een Nederlandse strip getekend door Jan van Haasteren en geschreven door diverse scenaristen. De korte verhalen van 1 tot 4 pagina’s handelen over de absurde belevenissen van Baron van Tast die dingen ziet die andere mensen niet zien. Het absurde karakter van de strip wordt nog versterkt door de vele achtergrondgeintjes die Van Haasteren verwerkt heeft in de tekeningen, waarvan sommige regelmatig terugkeren, zoals de handjes die lijsten van achteren lijken vast te houden en de haaienvin die zich dwars door de vaste grond ploegt.

## Geschiedenis

### Ontstaan
Van Haasteren zat in 1972 zonder werk en kwam, via Börge Ring, in contact met Lo Hartog van Banda die al enige tijd een paar ideeën had liggen voor een semi-realistische strip genaamd Baron van Tast. Hartog van Banda vroeg aan Van Haasteren of hij interesse had om hier iets mee te doen. Van Haasteren voelde hier wel voor en maakte enkele ontwerpjes in semi-realistische stijl. Met Hartog van Banda legde hij de strip voor aan Hetty Hagebeuk, destijds hoofdredactrice van het stripblad Pep. Zij was echter niet zo onder de indruk en vond dat Van Haasteren beter tot zijn recht kwam als hij op een cartoonachtige manier tekende. Tevens vond zij dat er meer moest gebeuren op de achtergrond. Van Haasteren maakte toen een cartoon van Baron van Tast die op een strand achtervolgd wordt door een haai. Deze cartoon vond Hagebeuk wel geslaagd en dit betekende het begin van de strip Baron van Tast. De strip werd door de komische tekenstijl en de achtergrondgeintjes wel veel absurder dan Lo Hartog van Banda oorspronkelijk bedoeld had.

### Pep
In totaal tekende Van Haasteren 35 afleveringen voor Pep waarvan er 34 daadwerkelijk in het blad gepubliceerd zijn (de niet geplaatste aflevering Oudejaarsavond werd wel in twee van de vier albums opgenomen). Eén aflevering verscheen in de Prijs Pep, een eenmalige extra uitgave van het blad. Deze aflevering, De gelukkige striplezer genaamd, bestond uit 3 pagina’s plus een aansluitende middenplaat. 
 De strip liep van 1972 tot en met 1975 en werd in eerste instantie geschreven door redactiemedewerkster Renée van Utteren. Hierna nam Hartog van Banda één aflevering voor zijn rekening waarna Frits van der Heide gedurende langere tijd de verhalen schreef. Na Van der Heide werd Patty Klein de vaste scenariste. Door de fusie van de stripbladen Pep en Sjors in 1975 werd besloten de strip stop te zetten. Het fusieblad Eppo richtte zich op een wat jonger publiek en Baron van Tast werd minder geschikt geacht voor deze uitgave. Van Haasteren tekende voor Sjors al enige tijd de strip Tinus Trotyl en men vond deze strip beter passen in het nieuwe stripblad Eppo. Op de laatste tekening van de aflevering Misdaden schreef Van Haasteren de woorden ‘’lest best’’ om aan te geven dat dit de laatste aflevering van Baron van Tast was.

### De Vrije Balloen
In 1976 maakte Baron van Tast een comeback in het stripblad De Vrije Balloen waarvan Van Haasteren medeoprichter was. In dit blad verschenen van 1976 tot 1980 vier nieuwe afleveringen, geschreven door Frans Buissink (één verhaal), Jan van Haasteren (twee verhalen) en Bram Uil (één verhaal). Tevens werd één verhaal uit Pep in gewijzigde vorm in dit blad herdrukt en werd een ander verhaal uit Pep ongewijzigd (op de titel na) herdrukt. Onderaan de laatste plaat van de aflevering Het museumbezoek schreef Van Haasteren de woorden ‘’dit is ècht heuswaarachtig de laatste Van Tast!’’.

### Strips voor Mozambique
Baron van Tast beleefde een eenmalige terugkeer in 1987 in het stripalbum Strips voor Mozambique, een album waaraan 30 stripauteurs uit Nederland en België kosteloos hebben meegewerkt met als doel geld in te zamelen voor Mozambique. Van Haasteren tekende voor dit album een 1-pagina strip van Baron van Tast.

### De Vrije Balloen Jubileumnummer
In 2015 verscheen, ter gelegenheid van het feit dat veertig jaar geleden de eerste Vrije Balloens van de drukpers rolden, een Jubileumnummer van De Vrije Balloen. Speciaal voor deze uitgave tekende Van Haasteren, op tekst van Patty Klein, een nieuwe aflevering van Baron van Tast.

### StripGlossy
Voor het tweede nummer van het stripblad StripGlossy in 2016 was Van Haasteren de gasthoofdredacteur. Speciaal voor dit nummer tekende hij twee nieuwe afleveringen van Baron van Tast (waarvan één verhaal op tekst van Patty Klein). Over deze afleveringen van Baron van Tast schreef Van Haasteren in het blad: ‘’Het was erg leuk om te doen, maar dit was gelijk ook echt de laatste keer. Op mijn tachtigste is dit werk te inspannend geworden’’.

## Afleveringen
De onderstaande tabel geeft een overzicht van alle publicaties van de afleveringen van Baron van Tast
| Nr | Titel                          | Blz | Jaar | Tekst               | Eerste Publicatie        | Album        |
| --- | ------------------------------ | --- | ---- | ------------------- | ------------------------ | ------------ |
| Verhaaltitels niet in vet zijn werktitels, alle publicaties van deze afleveringen verschenen zonder verhaaltitel |                                |     |      |                     |                          |              |
| 1 | Haaikloverij                   | 4   | 1972 | Renée van Utteren   | Pep 1972-51              | A3           |
| 2 | Lantaarnpaal op hol            | 4   | 1972 | Renée van Utteren   | Pep 1972-47              | A3           |
| 3 | De sprekende aap               | 4   | 1972 | Renée van Utteren   | Pep 1972-48              | A3           |
| 4 | Spiegelbeeld                   | 4   | 1972 | Renée van Utteren   | Pep 1972-49              | A3           |
| 5 | Museumperikelen                | 4   | 1972 | Renée van Utteren   | Pep 1972-50              | A3 + B2      |
| 6 | De bloemententoonstelling      | 4   | 1972 | Renée van Utteren   | Pep 1973-03              | A3 + B2      |
| 7 | Oogjes                         | 4   | 1972 | Lo Hartog van Banda | Pep 1973-10              | A3           |
| 8 | Cultureel avondje              | 4   | 1973 | Frits van der Heide | Pep 1973-21              | A2           |
| 9 | Vreemde vissen                 | 4   | 1973 | Frits van der Heide | Pep 1973-23              | A2           |
| 10 | Schaduweffecten                | 4   | 1973 | Frits van der Heide | Pep 1973-30              | A2           |
| 11 | Automaten in opstand           | 4   | 1973 | Frits van der Heide | Pep 1973-31              | A2           |
| 12 | Knikkers                       | 4   | 1973 | Frits van der Heide | Pep 1973-33              | A2 + B3      |
| 13 | Bekerswedstrijd                | 4   | 1973 | Frits van der Heide | Pep 1973-38              | A2           |
| 14 | De monsterjacht                | 4   | 1973 | Frits van der Heide | Pep 1973-40              | A2           |
| 15 | De gelukkige striplezer        | 3   | 1973 | Frits van der Heide | Pep 1973-46e (Prijs Pep) | A4           |
| 16 | Een klassieke pose             | 2   | 1973 | Frits van der Heide | Pep 1974-03              | A2           |
| 17 | Een ongeluksdag                | 4   | 1973 | Frits van der Heide | Pep 1974-13              | A2           |
| 18 | Het avondfeest                 | 2   | 1973 | Frits van der Heide | Pep 1974-16              | A2           |
| 19 | De natuur roept                | 4   | 1974 | Frits van der Heide | Pep 1974-20              | A2           |
| 20 | ’t Kan verkeren                | 4   | 1974 | Frits van der Heide | Pep 1974-30              | A2           |
| 21 | ’t Kan verkeren                | 2   | 1974 | Frits van der Heide | Pep 1974-32              | A2           |
| 22 | De autoshowroom                | 4   | 1974 | Patty Klein         | Pep 1974-39              | A3           |
| 23 | Het warenhuis                  | 4   | 1974 | Patty Klein         | Pep 1974-45              | A1 + A4      |
| 24 | Speelgoed                      | 4   | 1974 | Patty Klein         | Pep 1974-51              | A1 + A4      |
| 25 | Sporen in de sneeuw            | 4   | 1974 | Patty Klein         | Pep 1975-04              | A1 + A4      |
| 26 | Karnaval                       | 4   | 1974 | Patty Klein         | Pep 1975-07              | A1 + A4      |
| 27 | Hete vuren                     | 4   | 1974 | Patty Klein         | Pep 1975-15              | A1 + A4      |
| 28 | De melkman                     | 1   | 1974 | Patty Klein         | Pep 1975-17              | A1 + A4      |
| 29 | Oudejaarsavond                 | 3   | 1974 | Patty Klein         | Album 1 - Baron van Tast | A1 + A4      |
| 30 | Stekeligheden                  | 3   | 1975 | Patty Klein         | Pep 1975-13              | A1 + A4 + B4 |
| 31 | Dieren                         | 4   | 1975 | Patty Klein         | Pep 1975-19              | A3           |
| 32 | Het slakkenhuis                | 2   | 1975 | Patty Klein         | Pep 1975-25              | A1 + A4      |
| 33 | Gekostumeerd bal               | 2   | 1975 | Patty Klein         | Pep 1975-29              | A1 + A4      |
| 34 | De kikkerverzameling           | 4   | 1975 | Patty Klein         | Pep 1975-30              | A1 + A4      |
| 35 | Misdaden                       | 3   | 1975 | Patty Klein         | Pep 1975-38              | A1 + A4      |
| 36 | ’n Van Tastisch einde          | 4   | 1976 | Frans Buissink      | De Vrije Balloen 1976-06 | A3           |
| 37 | Jogging                        | 2   | 1979 | Jan van Haasteren   | De Vrije Balloen 1979-20 | A4           |
| 38 | Grafrekreatie                  | 2   | 1979 | Jan van Haasteren   | De Vrije Balloen 1980-22 | A3           |
| 39 | Het museumbezoek               | 4   | 1980 | Bram Uil            | De Vrije Balloen 1980-29 | A3           |
| 40 | Een luchtige maaltijd          | 1   | 1987 | Jan van Haasteren   | Strips voor Mozambique   | B1           |
| 41 | Baron van Tast gaat speeddaten | 2   | 2015 | Patty Klein         | De Vrije Balloen 2015-JN |              |
| 42 | Getekend                       | 2   | 2016 | Patty Klein         | StripGlossy 2016-2       |              |
| 43 | De Baron van Tast historie     | 4   | 2016 | Jan van Haasteren   | StripGlossy 2016-2       |              |
| Onderstaande aflevering is een herschreven en deels hertekende versie van aflevering 21 't Kan verkeren          |                                |     |      |                     |                          |              |
| 21a | Superclean deadmachine         | 2   | 1977 | Jan van Haasteren   | De Vrije Balloen 1977-09 |              |
| Enkele afleveringen zijn herdrukt (soms met een andere titel)                                                    |                                |     |      |                     |                          |              |
| 1 | Verhaal nr.1                   | 4   | 1972 | Renée van Utteren   | Rhythm Pictures 1978-01  |              |
| 18 | The party                      | 2   | 1973 | Frits van der Heide | De Vrije Balloen 1978-12 |              |
| 41 | Baron van Tast gaat speeddaten | 2   | 2015 | Patty Klein         | StripGlossy 2016-1       |              |

## Albums
Met uitzondering van de laatste vier afleveringen (zie voor aflevering 40 de Stripbundels), en de gewijzigde versie van aflevering 21, zijn alle verhalen van Baron van Tast opgenomen in één of meer van de vier tot nu toe verschenen zwart-wit albums.
A1. Baron van Tast
Kobold BV 1977
Opgenomen afleveringen: 28-23-24-25-32-29-34-30-27-26-33-35
Noot: Eerste publicatie van aflevering 29 Oudejaarsavond
A2. Baron van Tast tot Zeveren
Oberon bv-Haarlem in samenwerking met het Stripschap 1978 (ISBN 90 320 0021 7)
Reeks: Oberon zwart-wit reeks deel 22
Opgenomen afleveringen: 13-8-9-10-11-12-20-14-16-18-19-21-17
Noot: Titel van aflevering 13 is gecorrigeerd (is nu Bekerwedstrijd)
A3. Baron van Tast
Arboris BV, Haarlem, Nederland 1982 (ISBN 90 343 2001 4)
Reeks: Arboris Stripselektie 1
Opgenomen afleveringen: 1-2-3-4-5-6-7-31-22-38-39-36
A4. Baron van Tast weet ’t beter
Arboris BV, Haarlem, Nederland 1982 (ISBN 90 343 2031 6)
Reeks: Arboris Stripselektie 4
Opgenomen afleveringen: 37-30-23-24-28-15-25-32-34-27-26-33-29-35

## Stripbundels
Overzicht van stripbundels waarin één of meer afleveringen van Baron van Tast zijn opgenomen.
B1. Strips voor Mozambique
Bredaas Stripspektakel 1987
Opgenomen aflevering: 41
Noot: Eerste en enige publicatie ooit van aflevering 40 (speciaal voor deze bundel getekend)
B2. Cartoon Aid
Cartoon Aid 1989
Opgenomen afleveringen: 5 + 6
B3. Cartoon Aid
Cartoon Aid 1990
Opgenomen aflevering: 12 (zwart-wit)
B4. Strip Mix
Bruna 1993
Opgenomen aflevering: 30 (zwart-wit)

## Illustraties
Tijdschriftcovers
- Pep 1972-47
- Pep 1974-13
- Pep 1974-30 (Tevens, echter ongekleurd, afgedrukt op titelpagina van album A1 en op pagina 50 van album A4)
- Pep 1975-04
- Stripschrift 1974-70 (zwart-wit)
- Strip Pers 1980-23 (zwart-wit)
- Campus 1983-5 (achteromslag)
- StripGlossy 2016-2 (nieuwe versie van achteromslag van Campus 1983-5)

Middenplaten / Uithalers
- Pep 1973-46e (Prijs Pep): Aansluitende middenplaat bij aflevering 15 De gelukkige striplezer
- Pep 1973-50: “Doorkijk” uithaler, voorzijde full-colour gekleurd, achterzijde ongekleurd. Idee: Frans Buissink. Tevens, echter ongekleurd en verkleind naar 2 bladzijden, geplaatst in album A4
- Pep 1974-20: Tevens, echter ongekleurd, gebruikt als omslag voor album A2

Aankondigingen (alleen origineel werk)
- Pep 1973-02
- Pep 1973-30

## Andere projecten
Van Haasteren gebruikte Baron van Tast ook bij andere projecten, hieronder enkele voorbeelden.
Pep 1973-26
Omslag (voor- en achterzijde) en middenplaat door Jan van Haasteren in het kader van het “Laatste intergalactische astronomische congres” met als figurant Baron van Tast.
Posters en puzzels
Sinds 1977 heeft Van Haasteren vele (reclame-) posters en illustraties voor legpuzzels getekend. Op menige illustratie is Baron van Tast als figurant te vinden.
Poep
In 1981 verscheen het eenmalige stripblad Poep (anagram van Eppo) ter gelegenheid van het afscheid van Frits van der Heide, de hoofdredacteur van het stripblad Eppo. In deze uitgave verscheen aflevering 18 Het avondfeest met een door Pegero voor deze gelegenheid aangepaste tekst. Tevens was de titel van het verhaal gewijzigd in Verandering van spijs… en de naam van de stripheld in Frits van Tast.
Bier
Boek “Bier” door Otto Holzhaus en Leo van Noppen, Michon B.V., Bussum, 1984. Geïllustreerd door Jan van Haasteren met op bladzijden 14 tot en met 17 de illustratie “Met zevenmijlslaarzen door de eeuwige kroeg”. Op bladzijde 16 figureert Baron van Tast (dit fragment staat tevens afgebeeld op de achteromslag van het boek).
Top Secret
Agent 327 – Dossier Vier Dozijn, een speciale uitgave ter gelegenheid van de twintigste verjaardag van Hendrik IJzerbroot waaraan 48 stripauteurs meewerkten (uitgave Oberon B.V., 1986, oplage 100 exemplaren). Strook C van plaat 6 getekend door Jan van Haasteren met daarin een optreden van Baron van Tast. Tekst: Lo Hartog van Banda. Oorspronkelijk verschenen in Eppo Wordt Vervolgd 1986-37.
Max Havelaar kaartspel
Kaartspel van Stichting Max Havelaar uitgegeven in 1992 met als doel de klant te informeren over de vele koffiesoorten met het Max Havelaar keurmerk die in de winkel verkrijgbaar zijn. Medewerkende tekenaars: Eddie de Jong en Rene Windig, Gerrit de Jager, Henk Kuijpers, Frans Le Roux, Peter de Smet, Peter de Wit en Jan van Haasteren. Hoofdrollen onder meer: Baron van Tast, Heinz, De familie Doorzon en De Generaal.
Van Haasteren tekende vier (zwart-wit) illustraties voor het kaartspel:
- Baron van Tast rent achter een kopje koffie aan (tevens, in kleur, gebruikt op omslag van het kaartspel)
- Baron van Tast vangt een haai
- Baron van Tast neemt een bad
- Baron van Tast schrikt van oog op steeltje
Bommel glossy
Voor deze eenmalige uitgave, verschenen in 2012 ter gelegenheid van 100 jaar Toonder, tekende Van Haasteren een gelegenheidsstripje van 2 stroken. In deze strip heeft Baron van Tast een ontmoeting met Ollie B. Bommel.
Catawiki Stripenvelop
Speciaal voor de Catawiki Stripenvelop van juli 2013 maakte Jan van Haasteren een gelegenheidsstripje van Baron van Tast, tevens ontwierp hij de bijbehorende postzegel en stempel.
Stripfies
Baron van Tast maakt een selfie. Illustratie ter gelegenheid van de expositie Stripfies  in het Nederlands Stripmuseum te Groningen van december 2014 tot maart 2015. Meer dan vijftig Nederlandse stripmakers hebben speciaal voor de expositie een tekening gemaakt waarop hun stripfiguur op ludieke wijze een kiekje van zichzelf maakt. Betreffende tekeningen zijn tevens gepubliceerd in het boek Stripfies, Nederlandse stripfiguren maken een selfie uitgegeven door Don Lawrence Collection.
StripGlossy
Voor het tweede nummer van 2016 van het stripblad StripGlossy was Jan van Haasteren gasthoofdredacteur. Baron van Tast schreef het voorwoord voor dit nummer en heeft tevens een ontmoeting (kort interview) met André van Duin.

## Van striptekenaar tot puzzelfenomeen
In 2017 verscheen het boek Jan van Haasteren Van Striptekenaar tot puzzelfenomeen, een boek over het leven en werk van Jan van Haasteren. Het artikel over Baron van Tast in deze uitgave bevat enkele niet eerder gepubliceerde eerste schetsen van Baron van Tast, schetsen van de nooit verder uitgewerkte zoon van Baron van Tast alsmede een paginagroot portret van Baron van Tast. Tevens zijn de afleveringen Speelgoed (ongekleurd) en De Baron van Tast historie in dit boek opgenomen.

## Andere auteurs
Bij gelegenheid werd Baron van Tast door andere stripauteurs getekend.
Fred JulsingOp de door Julsing getekende cover van Pep 1973-34 figureerde Baron van Tast.
Robert van der KroftVan der Kroft liet Baron van Tast vijf keer opdraven in zijn aankondigingsstrip Pepijn in het stripblad Pep (nummers 21, 30, 32, 39 en 51 van 1974).
René UilenbroekVoor de Pep-special van het stripblad Eppo (nummer 2013-16) tekende Uilenbroek, op tekst van Remco Polman, een 1-pagina strip van Baron van Tast.
Rob DerksTer gelegenheid van de verschijning van het boek De jaren Pep in 2014 maakte Rob Derks een tekening van Baron van Tast.

## Baron van Tast Award
De Baron van Tast Award is de naam van de in 2017 door het stripblad StripGlossy ingestelde award voor de winnaar van de door hen georganiseerde StripBattle.
De award is een door kunstenares Rita de Jong gemaakt beeld gebaseerd op stripheld Baron van Tast. De prijs is symbolisch; het beeld wordt uitgereikt aan de winnaar en moet direct daarna weer worden ingeleverd. De eerste 'Baron van Tast Award' werd in 2017 uitgereikt aan Mestrik (Meinte Strikwerda).